# Helogale hirtula
Helogale hirtula (ефіопська карликова мангуста) — рід ссавців, представник ряду хижих із родини мангустових.

## Поширення
Живе в Ефіопії, Кенії, Сомалі. до 600 м над рівнем моря. Обмежується чагарниками та листяними лісами з домінуванням родів дерев Акація (Acacia), Коміфора (Commiphora), Гревія (Grewia), Кордія (Cordia), Молочай (Euphorbia), Стеркулія (Sterculia).

## Загрози та охорона
Серйозних загроз для виду немає. Знаходиться в кількох охоронних районах.